# Legea imigrației din 1924
Legea imigrației din 1924 a fost o lege federală a Statelor Unite care a limitat numărul imigranților cărora le-a fost permisă intrarea în Statele Unite după țara de origine. Actul a restricționat imigranți din sudul și estul Europei, în mod deosebit italieni, evrei și slavi, care începuseră să intre în țară în numere mari de la începutul anilor 1890.De asemenea, legea a consolidat interzicerea imigranților din Asia care a fost introdusă prin acte anterioare, efectiv interzicând tuturor asiaticilor să imigreze în Statele Unite.